# Сория, Хосе Мануэль
Хосе́ Мануэ́ль Сори́я Ло́пес (исп. José Manuel Soria López; род. 5 января 1958, Лас-Пальмас) — испанский политик. Член Народной партии. С 22 декабря 2011 года по 15 апреля 2016 года занимал должность министра промышленности, энергетики и туризма в правительстве Мариано Рахоя.
Сория родился в семье экспортёра фруктов и вырос на Канарских островах. Получил экономическое образование. В 1984—1989 годах — доцент микроэкономики и международной экономики в Центре предпринимательского образования в Мадриде. Одновременно работал в министерстве торговли. В 1995 году был избран мэром Лас-Пальмас-де-Гран-Канария и находился в этой должности до 2003 года. С октября 1999 года Сория возглавил Народную партию на Канарских островах. В 2003—2011 годах — депутат парламента Канарских островов и с 2003 года — председатель фракции Народной партии. В период с июня 2003 года по июль 2007 года — председатель правительства Гран-Канарии. В 2007 году Сория успешно переизбрался на этот пост, но был вынужден вскоре сложить свои полномочия в результате вотума недоверия. С июля 2007 года по октябрь 2010 года Сория занимал должность заместителя председателя правительства Канарских островов. В 2011 году был избран депутатом нижней палаты испанского парламента. В апреле 2016 года подал в отставку в связи с офшорным скандалом с «панамскими документами». В сентябре 2016 года правительство Испании предложило кандидатуру Сории на должность исполнительного директора Всемирного банка, спустя несколько дней под давлением недовольной этим решением общественности Хосе Мануэль Сория снял свою кандидатуру.